# Juana Azurduy
Juana Azurduy (Toroca, 12 de julio de 1780-Sucre, 25 de mayo de 1862) fue una patriota de Charcas (actual Bolivia) que luchó en las guerras de independencia hispanoamericanas por la emancipación del Virreinato del Río de la Plata contra la Monarquía española y asumió la comandancia de las guerras que conformaron la denominada Republiqueta de La Laguna, por lo que su memoria es honrada en Argentina y en Bolivia.
Perteneció a una familia chuquisaqueña de buena posición económica; su padre era propietario de varias fincas de la región, su madre era de Chuquisaca, y tenía un hermano que falleció prematuramente dos años antes. Quedó huérfana en forma imprevista, por lo que debió completar su crianza alternando entre sus tíos y temporalmente en un convento.
Contrajo matrimonio con Manuel Ascensio Padilla, hijo de un hacendado vecino a la propiedad de ella. Fruto de ese matrimonio nacieron cinco hijos, todos participaron en las batallas y los primeros cuatro fallecieron muy jóvenes a causa de la malaria. Con su esposo compartían ideales independentistas, lo que los impulsó a comandar un ejército con el propósito de independizar su territorio.
A lo largo de su trayectoria militar fue relacionándose con varias personas, como Juan Huallparrimachi, a quien adoptó como protegido junto a su esposo, y posteriormente las acciones militares que provocaron su viudez la llevaron a relacionarse con Martín Miguel de Güemes (quizá su máximo referente militar).
La muerte de este último marcó el fin de su carrera y le generó grandes problemas económicos en sus últimos días. Murió en compañía de un joven discapacitado, hijo de un familiar lejano en una vivienda precaria. Debió pasar casi un siglo para que su trayectoria fuese reconocida.
En 1816 se le dio el grado de Teniente Coronel del Ejército de las Provincias Unidas por decisión del prócer Manuel Belgrano, y en 1825 Simón Bolívar la nombró Coronel del Ejército de Bolivia. En 2009 le fue conferido el grado póstumo de General por el Congreso Argentino y en 2011 la Asamblea Plurinacional de Bolivia le confirió también el grado de Mariscal del Estado Plurinacional. En ambos países se imprimió papel moneda con su rostro como ilustración. Una provincia boliviana lleva su nombre así como varias instituciones, sobre todo educativas, de ese país y de Argentina. En homenaje a la heroína se compusieron canciones interpretadas por artistas como Jenny Cárdenas y Mercedes Sosa, tal  como "Juana Azurduy" con letra de Félix Luna y música de Ariel Ramírez, y también películas inspiradas en su persona..

## Infancia y juventud
Juana Azurduy nació el 12 de julio de 1780 en Toroca, población ubicada en la provincia de Charcas, del Virreinato del Río de la Plata, hoy municipio de Ravelo, departamento de Potosí, actual Bolivia. Esa pequeña localidad está más cerca de la ciudad de Chuquisaca que de la capital departamental, Potosí, y la familia Azurduy era originaria de Chuquisaca.

### Controversia acerca de la fecha de nacimiento
Investigaciones del siglo XXI han aportado una fecha alternativa para el nacimiento de Juana Azurduy, en el mes de enero del mismo año de 1780, y la alcaldía de la ciudad de Sucre ha apoyado sus conclusiones, al punto que los festejos programados para el 12 de julio de 2024 fueron suspendidos.
El primer biógrafo de Juana Azurduy fue Samuel Velasco Flor, que en su biografía publicada en 1871 señaló el 8 de marzo de 1781 como la fecha de su nacimiento. El historiador Fernando Suárez Saavedra publicó en 2016 su libro Mitos y realidades acerca de Juana Azurduy de Padilla", en el cual hace notar que Velasco no aportó documento alguno que demostrase esa fecha de nacimiento.
En 1946 Joaquín Gantier publicó una biografía novelada, Doña Juana Azurduy de Padilla, en que afirmó que la fecha de su nacimiento fue el 12 de julio de 1780; según los historiadores que rechazan esa fecha, se trataría de una homónima, Juana Azurduy Bermúdez, y no de Juana Azurduy Llanos de Padilla. La fecha aportada por Gantier fue oficializada y se ha venido sosteniendo hasta el siglo XXI, en que varios historiadores –entre otros, Hugo Canedo, Fernando Suárez, Juan José Leñero, William Lofstrom y Mario Castro– comenzaron a revisar nuevamente la documentación acerca de la heroína.
En junio de 2018, el historiador Norberto Benjamín Torres publicó el libro Juana Asurdui de Padilla (1780-1862). La historia detrás de la leyenda, en el cual reproduce en facsimilar, entre otras fuentes primarias, el acta de bautizo de Juana en la iglesia San Pedro de Tarabuco, fechada el 26 de marzo de 1780. De acuerdo a dicha acta, resguardada en el Archivo Arquidiocesano «Monseñor Taborga» de Sucre, Juana era una niña mestiza, nacida en Chuquisaca, hija de Isidro Asurdui y Juliana Llanos. El acta de bautismo también afirma que la niña ya tenía dos meses de edad; la fecha exacta no ha podido ser determinada, pero con seguridad se refiere al mes de enero de 1780.
Numerosos historiadores locales reclamaron insistentemente que la ciudad de Sucre reconozca su nacimiento en enero de 1780, calificando a la del 12 de julio como «un error significativo en la fecha de nacimiento de Juana Azurduy Llanos de Padilla». Al iniciarse el mes de julio de 2024, los investigadores Norberto Benjamín Torres, Hugo Canedo y Fernando Suárez dirigieron una carta pública solicitando a las autoridades «que se respete la historia». El día 11 de julio, fueron suspendidos los festejos programados para el día siguiente.

### Vida familiar
Sus padres fueron Eulalia Bermúdez, una mestiza de Chuquisaca y Matías Azurduy, un rico blanco dueño de muchas propiedades. Su padre tenía una buena posición económica, dueño de varias propiedades en la zona. Tuvo un hermano, Blas, que falleció prematuramente dos años antes. Este hecho presumiblemente hizo que sus padres esperasen otro varón y por eso criaron a su hija con características de un hijo hombre. Además la sociedad de Chuquisaca por esos años era muy conservadora, y un hijo varón permitiría conservar el apellido Azurduy que era considerado noble y también hubiese podido seguir con las actividades económicas de su padre cuando alcanzase la mayoría de edad. Sus padres continuaron buscando el hijo varón y años después nació Rosalía, otra hija mujer que hizo convencer al padre que no iba a tener más varones.
Juana fue bautizada en La Plata (hoy Sucre) por lo que se suponía que nació en esa ciudad. Creció en Chuquisaca viviendo en el campo con libertades que a otros niños no le daban sus padres en esa época. Compartió las tareas con los pobladores originarios de la zona a quienes observaba trabajar y dialogaba con ellos utilizando el lenguaje quechua que su madre le había enseñado, y además compartía con ellos las ceremonias religiosas. Ella contaba que su padre le había enseñado a andar a caballo, y lo hacía a galope sin sentir miedo, y además realizaron juntos muchos viajes.
Sus padres fallecieron ambos en forma imprevista, cuando tenía siete años de edad. Su madre falleció de muerte súbita lo que obligó a su padre a mandarla a regresar a su hogar en el campo. Pero al poco tiempo su padre, que tenía una aventura amorosa, fue asesinado supuestamente por un aristócrata del que nunca logró conocerse su identidad.

### Vida en un convento
Al quedar huérfanas las hermanas quedaron a cargo de sus tíos, Petrona Azurduy y Francisco Díaz Valle, quienes lo hicieron más por las propiedades que quedaron a manos de las menores que por amor a las niñas. La formación que su padre le había inculcado a su hija basada en la rebeldía y en la libertad se contradecía con la disciplina de sus nuevos tutores Petrona y Francisco; sobre todo la tía, con quien las peleas eran frecuentes.
Para resolver el problema de convivencia resolvieron enviar a Juana a un convento. Rosalía era muy pequeña y logró convivir con sus tíos sin mayores sobresaltos. Azurduy aceptó ser enviada al convento para terminar  la relación conflictiva con sus tutores y porque algunas religiosas ocupaban posiciones de poder y prestigio en la sociedad chuquisaqueña, y se suponía que ella podía hacerlo también y de paso ayudar a los marginados.
Pero en un convento también hay que mantener la disciplina, y no había más libertades que en la casa de sus tíos, por lo que se dio cuenta de que esa vida tampoco era para ella; aparte de que la vida no era al aire libre. Estas limitaciones en sus libertades hicieron que Azurduy discutiera fuertemente con la madre superiora, lo que terminó en su expulsión del convento de Santa Teresa, y a los diecisiete años volvió a su casa en Toroca.

### Matrimonio

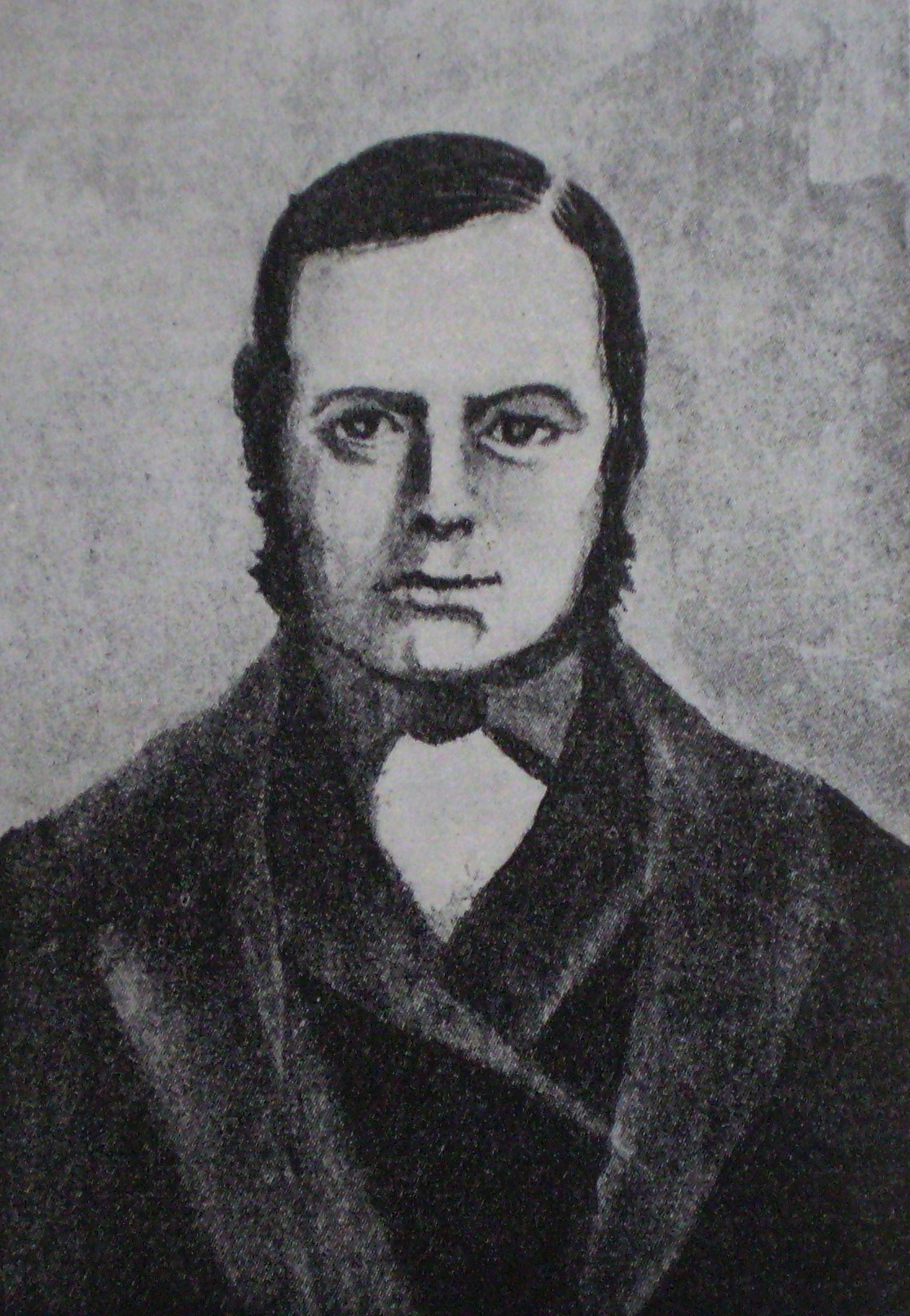
Manuel Ascencio Padilla, esposo de Juana Azurduy.

Dado que la convivencia de Juana con sus tíos volvió a ser difícil, se alojó en la casa que había sido de su padre. Además colaboró con su tío, que ya era muy mayor, en la administración de las propiedades. En esa casa volvió a encontrar la libertad que su padre le había inculcado.
Los Azurduy eran vecinos con los Padilla, una familia de hacendados cuyo padre Melchor era amigo del padre de Azurduy. Los Padilla tenían dos hijos, Pedro y Manuel Ascencio. Las dos familias compartían las fiestas y las tareas. Entre Juana Azurduy y Manuel Ascencio Padilla se empezó a formar una relación de simpatía, y se reencontraron cuando ella regresó a su casa luego de abandonar el convento: ella estaba sola en su finca y se cruzaba a visitar a su vecina Eufemia Gallardo de Padilla, esposa de Melchor, y quien debió haber coordinado el encuentro de la futura pareja, ya que veía en la joven muchacha una buena candidata para su segundo hijo.
En los encuentros previos al matrimonio, Azurduy escuchaba con interés los relatos de Manuel de sus experiencias vividas, como la vez que siendo todavía un infante presenció la ejecución de Dámaso Catari, responsable de una rebelión de connacionales suyos que se desarrolló durante meses,sin que el ejército hispánico pudiera contenerla. Finalmente contrajeron matrimonio en mayo de 1799, cuando ella tenía 19 años de edad.

### Hijos
El matrimonio de Juana y Manuel tuvo cinco hijos: Manuel, Mariano, Juliana, Mercedes y Luisa. Ella se ocupó de que crecieran saludablemente y el padre de la economía familiar. El deseo de darle un futuro próspero a sus hijos llevó a Padilla a postularse para un cargo político en el gobierno de Chuquisaca pero su condición de criollo fue un impedimento para lograrlo: solamente podían acceder a esas posiciones los ciudadanos con linaje español, y también eran notoria la diferencias con los impuestos que debían pagar. Estas circunstancias hicieron que el matrimonio dialogara cuando los niños descansaban sobre la necesidad de que esa desigualdad terminase.
Asimismo, Manuel había tomado conocimiento por mensajes de sus amigos estudiantes de otros países de que el rey de Francia había sido ejecutado en la guillotina durante la Revolución Francesa y además arribaron a esa región libros de Rousseau y la Enciclopedia que influenciaron en el pensamiento de los estudiantes.
La primera acción fue en la Revolución de Chuquisaca, de mayo de 1809, en la cual los esposos participaron en forma activa, y este fue el evento que determinó que los cuatro niños tuvieran que vivir como guerrilleros para toda su vida, sufriendo enfermedades de las alturas y debiendo soportar carencias como frío y hambre.
Y cuando el patriota porteño Juan José Castelli fue derrotado en la Batalla de Huaqui por los realistas, todas las propiedades de la familia Padilla fueron confiscadas. Si bien Azurduy logró en un primer momento refugiarse en la ciudad, fue delatada y arrestada con sus cuatro hijos, y confinada en una hacienda cercana con estricta vigilancia del ejército godo. Con esto se pretendía amedrentar a Padilla, conocedores del amor que él sentía por su familia. Pero Azurduy logró derrotar a los guardias, asesinando a varios de ellos, y junto a su esposo que la esperaba afuera de la propiedad y con la ayuda de tres caballos lograron fugarse. En un caballo montaron Azurduy y la pequeña Juliana, en el otro Manuel y Mariano (contaban con cuatro y cinco años de edad) y en el caballo restante Padilla con Mercedes.
Posteriormente, y pese al deseo de su esposo de que no participara en las batallas, dejó a los cuatro hijos al cuidado de los indios y se unió al ejército. Cuando instalaron el campamento en La Laguna, Azurduy los mandó a buscar. El encargado de esa misión fue el cholo Hualparrimachi, quien logró su objetivo pese a la dificultad de la ubicación, entre las serranías entre Chuquisaca y Potosí.
En ese lugar los cuatro niños pudieron jugar, a Manuel le gustaba jugar trepando a los árboles, y cuando se caía al piso por la quebradura de alguna rama no demostraba ningún síntoma de dolor. A Mariano le gustaba jugar con los amazonas y soldados, logrando cumplir sus deseos manejando adecuadamente las problemáticas, logrando cumplir lo que se proponía. Por su parte, Juliana ya presentaba un físico parecido al de su mamá, tenía la piel color cobre y lograba cabalgar al galope sin perder el equilibrio. Y por último la pequeña Mercedes que estaba aprendiendo a caminar y le gustaba que le hicieran upa algunos de los cholos, y le gustaba cuando su padre la arrojaba al aire y la recogía.
La estancia en este campamento finalizó cuando el general patriota Manuel Belgrano fue derrotado y la familia Padilla debió escapar. En ese exilio, los niños establecieron amistad con Hualparrimachi, quien les enseñó a los varones a usar las armas: el pequeño Manuel aprendió a emplear la «huaraca» y a revolear la piedra, mientras tanto Mariano no tenía la habilidad necesaria para usar las armas pero sí la habilidad suficiente para esconderse y escabullirse, haciéndolo de forma que hasta Hualparrimachi se sorprendía.
Las condiciones de vida que la guerra los obligaba a tener no eran las ideales para el desarrollo saludable de los niños: no conseguían alimentos para asegurar una comida diaria y la salud de los cuatro comenzó a resquebrajarse. Empezaron a mostrar falta de fuerzas, cansancio y la imposibilidad de lograr lo que antes podían, como trepar a las alturas y otras habilidades que habían desarrollado. Y finalmente, cuando lograron la victoria de Tarvita, el brigadier español Joaquín de la Pezuela ordenó aniquilar a los Padilla. Cuando recibió el parte de un espía y ante las malas condiciones de salud de sus hijos, el matrimonio, decidió separarse: ella se escondió en el valle de Segura con la guardia de unos pocos guerrilleros mientras que el esposo continuó con la lucha. Como el esposo fue derrotado en Pomabamba por los realistas, Azurduy decidió esconderse en los pantanos del Valle de Segura ante la posibilidad de que la delataran. Pero ese lugar era insalubre, lo que provocó que varios de sus guardias la abandonasen.
Allí mismo los dos hijos varones contrajeron malaria, y Manuel, el mayor, empeoraba a medida que pasaba el tiempo. Para evitar que sus hijas se contagiasen ordenó a Dionisio Quispe que se las llevara con él al rancho de cualquier otro poblador originario que las pudiese cuidar. Ella se quedó cuidando a sus dos hijos, que ya estaban gravemente enfermos y finalmente fallecieron. Los enterró en dos fosas precarias que cavó y cuando se dio cuenta de que Quispe no había regresado, colocó una cruz de madera en las tumbas de sus hijos y salió a buscar a las otras dos. Cuando estaba rumbo a la dirección que presumía que debían haber seguido sus hijas se encontró con su marido y Hualparrimachi quienes al verla con las ropas rotas y ensangrentadas presumieron que algo malo había sucedido, y cuando Padilla se enteró del fallecimiento de sus hijos varones tuvo un ataque de violencia y le increpo a su esposa por no haber cuidado a sus hijos en forma adecuada. Hualparrimachi tuvo que intervenir para que no la golpeara y finalmente Manuel se echó a llorar desconsoladamente; posteriormente le pidió disculpas varias veces por ese arrebato. Y finalmente cuando Padilla logró componerse abrazó a su esposa, la besó consolándola, y emprendieron la misión que tenían inmediata: el rescate de las dos hijas. Encontraron un rancho en las proximidades donde seguramente estaban prisioneras. Con la ayuda de Hualparrimachi lo asaltaron y se enfrentaron contra los ocupantes, un grupo de realistas que lograron que Quispe traicionase a Azurduy, convenciéndolo que su futuro era unirse a ellos. Las dos niñas estaban atadas con cadenas a una cama y presenciaron la matanza de sus captores como resultado de la operación de rescate.
Una vez lograda la liberación de las niñas las trasladaron a upa, pero durante ese traslado se evidenció la alta temperatura en los cuerpos de ambas, síntoma del contagio del paludismo que ya había terminado con las vidas de los dos hijos varones. Y finalmente, pese a los esfuerzos de los dos padres, no lograron sobrevivir.
La muerte de los cuatro hijos tuvo un cambio en el accionar en la guerra por parte de la pareja, sobre todo en el tratamiento a los prisioneros, ya que en vez de mantenerlos vivos como venían haciendo empezaron a aniquilarlos. Azurduy, que intercedía ante su esposo para que no matara a los rehenes hasta ese evento, comenzó a exterminarlos ella misma, aunque portasen una bandera blanca de rendición.
Y otra de las acciones que emprendió la pareja para paliar la muerte de todos sus hijos fue la búsqueda de otro. Azurduy quedó embarazada enseguida, y estando en ese estado debió luchar contra el enemigo y sufrir la pérdida de su amigo Hualparrimachi en una de las batallas que debió entablar sola porque su esposo estaba en otra misión. Y cuando estaban en el velatorio de Gregorio Núñez, ejecutado por los realistas, sintió las primeras contracciones, entonces un grupo de pobladoras originarias la acompañó a la orilla de un río donde dio a luz, nació una niña. Padilla apenas pudo conocer a su nueva hija de 1810 y tuvo que ponerse al frente de un combate para contener un avance realista.
Azurduy se alejó de ese lugar en compañía de una escolta comandada por el sargento Romualdo Loayza y cuatro soldados. Consigo llevaban un cargamento de armas, animales y víveres. Y por codiciar este cargamento los cinco hombres resolvieron traicionar a su jefa e intentar asesinarla, aprovechando que estaba débil por el reciente parto. Pero cuando Azurduy vio que estaba en peligro entró en combate: de un sablazo tiró a Loayza de su mula; malherido, éste profería gritos de dolor, lo que paralizó a los otros cuatro soldados. Aprovechando la oportunidad Azurduy, apretó fuertemente a la beba y obligó a la mula que cabalgaba a tirarse al río correntoso; a pesar de la fuerza de la corriente, el animal con sus pasajeros logró llegar a la otra orilla, poniéndolos a salvo.
Cuando se reunió nuevamente con su marido, resolvieron que la niña llevase el nombre de Luisa y que la criara Anastasia Mamani, pobladora originaria, quien le daba total confianza, y logró realizar la tarea en forma satisfactoria. El hecho de que la crianza estuviese a cargo de otra persona por varios años, hizo que posteriormente madre e hija no lograran relacionarse como era de esperarse. Cuando tenía once años de edad Luisa acompañó a su madre a su ciudad natal para intentar recuperar las propiedades, y finalmente Luisa se casó con Pedro Poveda Zuleta, estableciendo domicilio lejos de la casa de su madre, hecho de que dejó a Azurduy completamente sola.

## Trayectoria

### Zona de acción
Azurduy y Padilla combatieron en el ex Virreinato del Río de La Plata, partiendo del norte de Chuquisaca hasta las selvas de Santa Cruz, abarcando las ramificaciones de la cordillera de Los Frailes y las sierras de Carretas, Sombreros y Mandinga. Por esa zona tienen sus cauces los ríos de Mojotoro, Tomina, Villar, Takopaya, Tarvita, Limón, Pescado y Sopachuy entre los más conocidos. Además en esas zonas se establecían las poblaciones de Presto, Mojotoro, Yamparáez, Tarabuco, Takopaya, La Laguna y Pomobamba. Las dos últimas de estas localidades fueron posteriormente renombradas como Padilla y Azurduy homenajeando al matrimonio.
En esta área se libró lo que Bartolomé Mitre denominó «Guerra de Republiquetas» en su libro Historia de Belgrano y de la Independencia Argentina, precediendo y sirviendo de modelo para la posterior Batalla de Salta. Esta batalla se caracterizó por el hecho de que se paralizó a grandes ejércitos experimentados y con triunfos encima. En total la contienda duró quince años, no se dejó de pelear ni un solo día, tuvo a ciento dos caudillos y solo nueve llegaron a ver el final y el resto murió en el campo de batalla sin rendirse, y tampoco siquiera pedir tregua.
Cada lugar de esa región constituyó una «Republiqueta», un centro de rebelión con su jefe, bandera y administración autónomos, y sus esfuerzos convergieron a un resultado general que se logró sin que las partes llegaran a un acuerdo. Y los combatientes fueron pobladores originarios armados con piedras, cuya falta de experiencia en guerras convencionales no se notó en las diferentes batallas.
El medio de comunicación usado fue el fuego, en las cimas de las montañas se establecieron puestos de vigilancia en donde un hombre observaba con un ojo de águila lo que acontecía en cada punto del territorio y cuando observaban una novedad les avisaba a los guerrilleros con señales de humo generadas con las fogatas hechas con diferentes tipos de madera. De esta forma lograron sorprender casi siempre a sus enemigos, y casi siempre eludían las persecuciones.

### Revolución de Chuquisaca
Azurduy y su esposo se sumaron a la Revolución de Chuquisaca que el 25 de mayo de 1809 destituyó al presidente de la Real Audiencia de Charcas, Ramón García de León y Pizarro, levantamiento que culminó a principios de 1810 cuando los revolucionarios fueron vencidos por las tropas realistas que el virrey del Virreinato del Río de la Plata, Baltasar Hidalgo de Cisneros, envió al mando del brigadier Vicente Nieto, condenando a sus cabecillas a prisión y al destierro. Padilla tuvo la misión de impedir que los soldados leales al gobierno de Potosí reciban víveres, pero la revolución no tuvo éxito y el general español José Manuel de Goyeneche ejecutó a los principales cabecillas, y Padilla fue incluido en la lista de los que debían ser encarcelados y posteriormente abandonar el territorio por su apoyo a la revuelta, pero Padilla logró fugarse ayudado por los pobladores originarios quienes lo albergaron en sus hogares hasta que la tranquilidad volvió a la zona. Y esta acción de fuga de Padilla provocó que toda la familia debiese vivir como guerrilleros expuestos a toda clase de peligros a partir de entonces.

### Revolución de Cochabamba
El 14 de septiembre de 1810 Cochabamba se sublevó contra el gobierno de España en apoyo a la revolución de mayo de 1810 en el entonces Virreinato del Río de la Plata, y Padilla se alistó a las órdenes de Esteban Arce, el líder de los caudillos rebeldes. Y este jefe lo nombró comandante de las fuerzas rebeldes en cinco zonas, y tuvo la misión de estar al frente de 2000 soldados conformados por pobladores originarios que tenían que evitar que de Lagunillas salgan víveres rumbo a Chuquisaca destinado a los realistas.
Esta acción revolucionaria fue sofocada por el ejército realista, y comenzó el acoso para la familia Padilla.

### Primera expedición auxiliadora al Alto Perú
Producida la Revolución de Mayo en Buenos Aires, la capital virreinal, los esposos Padilla se ligaron, a partir de 1811, al Ejército Auxiliar del Norte enviado desde Buenos Aires para combatir a los realistas del Alto Perú, y Azurduy recibió a los jefes revolucionarios Juan José Castelli, Antonio González Balcarce y Eustoquio Díaz Vélez en las haciendas de Yaipiri y Yurubamba.
Tras la derrota de las fuerzas patriotas en la batalla de Huaqui el 20 de junio de 1811, el ejército del virrey del Perú, al mando de José Manuel de Goyeneche, recuperó el control del Alto Perú. Las propiedades de los Padilla, junto con las cosechas y sus ganados, fueron confiscadas; asimismo, Juana Azurduy y, en ese entonces, sus cuatro hijos fueron apresados, aunque Padilla logró rescatarlos, refugiándose en las alturas de Tarabuco, logrando eludir una noche la guardia y rescatar a su familia ayudado por tres caballos, uno montado por Azurduy y su hija Juliana, el segundo por sus hijos varones y el último por Padilla y su hija Mercedes.
Azurduy le solicitó unirse con él a las milicias rebeldes, pero él se negó aduciendo que su deber era cuidar a los hijos que aún eran muy pequeños. Pero a pesar de la negativa de su esposo, en su ausencia ella practicaba estrategias de lucha con muñecos de paja que ella los atravesaba con su lanza y además ejercitaba con la boleadora. Su marido le enviaba recuerdos de sus misiones, en una oportunidad le hizo llegar un estandarte con las armas del rey que había conseguido en la batalla de Pitantora. Y en este período de ausencia de su marido, casi un año, le llegaban a Azurduy noticias contradictorias, unas anunciando victorias y otras donde se le notificaban de derrotas, y a su regreso Padilla le contó la historia de las mujeres cochambinas que lograron repeler el avance del general Goyeneche. Esta historia y el hecho de que su hogar en la montaña ya no era seguro porque ya eran conocidos por muchos pobladores que llevaban leña, comida o simplemente querían conocerla a ella y a sus hijos, incrementando de esa manera las posibilidades de una delación hicieron que Azurduy tomase la decisión de unirse a las tropas revolucionarias dejando a sus hijos en manos de cuidadores de su confianza.

### Relación con Huallparrimachi
Entre la gente que reclutó para la causa independentista se destacó Juan Huallparrimachi, o Wallparrimachi, un poeta cholo quien se ofreció ante los esposos Padillas para ser parte de su tropa. Afirmaba ser hijo natural de Francisco de Paula y Sanz, exgobernador de Potosí, y este a su vez era hijo ilegítimo del rey Carlos IV de España. Tenía odio contra el español porque fue testigo de la violencia que su padre ejerció contra su madre, una pobladora originaria de la región, y finalmente la abandonó dejándola en malas condiciones de vida.
Los Padilla rápidamente entraron en confianza con él, Azurduy lo trataba como a uno de sus hijos y finalmente Padilla lo nombró lugarteniente. Además demostró tener habilidades y destrezas para atacar eficientemente al enemigo. Una de las funciones que le asignaron fue la de custodia de los hijos de la pareja. Tarea que logró cumplir eficientemente y además se desempeñó como entrenador de los menores, sobre todo de los dos varones a quienes les enseñó el funcionamiento de las principales armas, como el arco y la flecha, la lanza, la huaraca y el lanzamiento de piedra.
Y también participó en misiones militares, ayudó a rescatar a Padilla cuando fue capturado cuando intentó amedrentar a un señor apellidado Carvallo por acosar a los nativos en nombre del delegado del cantón de Tapala, Manuel Sánchez de Velasco. Cuando los pobladores no podían pagar los impuestos, Carvallo les confiscaba los bienes dejándolos en la miseria y con una muerte próxima segura por inanición, además tenía acusaciones por torturar y asesinar para lograr imponer su voluntad.
Otra de las misiones que logró cumplir Huallparrimachi fue el traslado de los cuatro hijos, que habían quedado al cuidado de pobladores originarios de confianza, al campamento de La Laguna donde sus padres estaban instalados. Era un encargo difícil porque ese campamento estaba ubicado en un terreno en una zona serrana entre Chuquisaca y Potosí.
Participó de la batalla de la Tarvita, fue el que dio la orden de asalto a las tropas y además se desempeñó como espía, descubrió en un bolsillo de los prisioneros una carta de Sánchez de Velazco al comandante López donde anunciaba la llegada de un pelotón que se iba a unir a los que estaban en ese momento prisioneros para aumentar la cantidad de hombres para luchar contra los Padilla. Esta información les dio tiempo para organizar la defensa.
Esta misión hizo que a partir de ese momento acompañase a Padilla en las misiones militares, dejando la función original de guardia de los hijos, ya que el nuevo refugio era considerado seguro por el matrimonio. Junto a Padilla se dirigió a Sauces, y el ayudó en las negociaciones con los pobladores de esa comuna para conseguir hombres porque un informante había informado, erróneamente o a propósito, que Azurduy y sus hijos habían sido capturados y Padilla quería regresar a rescatarlos; sin embargo no lograron éxito en el intento de conseguir ayuda, nadie quiso unirse a ellos y hasta les confiscaron las armas que les habían encargado que guarden. Y finalmente Huallparrimachi fue testigo de la noticia del fallecimiento de los dos hijos varones, tuvo que contener a Padilla que estaba fuera de sí y también participar en el rescate de las dos hijas mujeres que estaban prisioneras de los realistas y presenciar, una vez concluido el rescate, la muerte de ambas niñas víctimas de la malaria.
Y finalmente en una de las batallas que Huallparrimachi participó junto a los Padilla, tuvo que salvar la vida de Azurduy dejando la de él. Fue en el Cerro de la Carretas donde estaban apostados para emboscar al coronel Sebastián Benavente, quien cumpliendo órdenes del general de la Pezuela estaba desplazando un batallón desde el cuartel de Cinta. El coronel Benavente logró sobornar a Pedro Artamachi, un originario miembro del ejército de los Padilla, y este lo guio durante la noche hacia el campamento donde el ejército de los Padilla dormía, encontraron a Azurduy sola, su esposo estaba recorriendo la zona ordenando los puestos. Azurduy se defendió del ataque y profirió gritos, y en ese momento Huallparrimachi salió en su ayuda llegando en el momento exacto, porque logró interponerse a disparos de fusiles que tenían como blanco a su jefa pero que terminaron en su pecho cayendo muerto sin lograr proferir ni un gemido. Murió logrando que Azurduy no sufriera ni una herida.

### Segunda expedición auxiliadora al Alto Perú
En 1812, Padilla y Azurduy se pusieron a las órdenes del general Manuel Belgrano, nuevo jefe del Ejército Auxiliar del Norte, llegando a reclutar 10 000 milicianos. Lograron la simpatía de Belgrano enseguida, en el momento de la presentación, según los informes que el general enviaba a Buenos Aires donde destacaba que había encontrado en los esposos dos colaboradores para la misión. Azurduy se encargó de recorrer la zona buscando voluntarios para participar de las misiones independentistas. Logró reunir diez mil reclutas entre los pobladores ayllus quienes eran convencidos por su presencia, vestida con vestimentas militares y manejando con destreza su sable. El hecho de que era mujer le daba más ánimo a los hombres de alistarse y también a las mujeres.

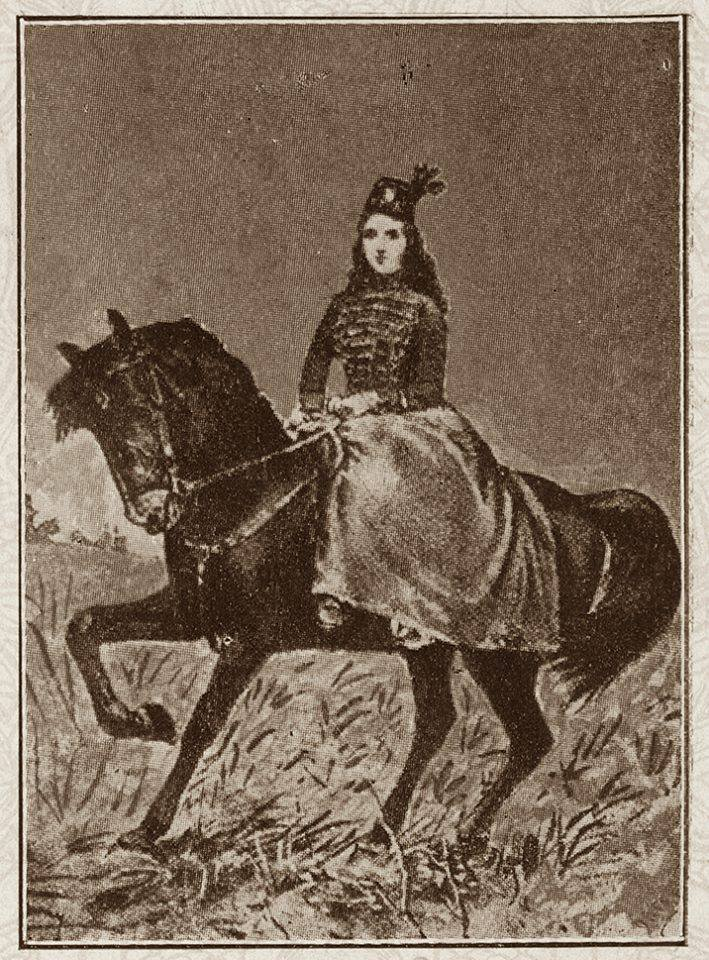
Retrato de Juana Azurduy, fecha: 1876

Azurduy organizó, utilizando bibliografía que le facilitó el propio Belgrano, un batallón que denominó «Leales» al que le enseñó tácticas y estrategias de guerra. Empezó a utilizar en sus misiones un pantalón blanco tipo mameluco, una chaquetilla color escarlata o azul y una gorra militar con una pluma azul y blanca, los colores que Belgrano eligió para la bandera. Lo hizo como apoyo para el general y en protesta a la orden del Primer Triunvirato de Buenos Aires que le había mandado a Belgrano a no utilizarla.
Producido el Éxodo Jujeño, prestaron colaboración con la retaguardia comandada por el mayor general Díaz Vélez. La popular entrada de Díaz Vélez en Potosí, el 17 de mayo de 1813, permitió que Juana Azurduy y su familia pudiera reencontrarse con Padilla.
En la batalla de Vilcapugio, librada el 1 de octubre de 1813, el pelotón de los Padilla se encargó del transporte de los cañones por las montañas y su emplazamiento en los lugares adecuados, por lo tanto los esposos no tuvieron participación protagónica en esta contienda que terminó siendo una derrota del ejército patriota. Una vez finalizada la batalla ayudaron a escoltar al mayor general Díaz Vélez y a su división, que reunió a la tropa dispersa cuando se retiró hacia Potosí. Posteriormente Azurduy le recriminó a Belgrano el hecho de no haber participado en forma directa de las acciones, y este le contestó que él tenía dudas que esa división de hombres tuviera la disciplina suficiente como para sostener una batalla, consideraba que no tenían la formalidad de un ejército experimentado.
Con el Batallón Leales, los esposos Padilla participaron en la batalla de Ayohuma, el 9 de noviembre de 1813. En el frente de batalla se situaron en el flanco derecho, con la colaboración de Cornelio Zelaya, uno de los lugartenientes de la pareja. A pesar de que en esta batalla los «Leales» de Azurduy se destacaron, la misma significó una aplastante victoria realista. Belgrano en reconocimiento le obsequió a Azurduy su espada, arma que utilizó en todas sus acciones posteriores.
Esta nueva derrota significó el retiro temporal del ejército rioplatense del Alto Perú. A partir de ese momento Padilla y sus milicianos se dedicaron a realizar acciones de guerrillas contra los realistas. Los convenció de que no iban recibir más ayuda de los ejércitos rioplatenses y que a partir de ese momento dependían de sus propios caudillos, presunción que el tiempo desvirtuó.

### Combate del Cerro de las Carretas
En el Cerro de las Carretas los guerrilleros de Padilla se apostaron para enfrentar a los hombres del coronel Sebastián Benavente quienes estaban cumpliendo órdenes del general Joaquín de la Pezuela. Estaba ubicado a dos leguas de Tarabuco. Era un lugar de difícil acceso al que solo se podía acceder si se conocía el terreno. Pero Benavente logró comprarle información a Pedro Artamachi, un poblador originario de la zona, y este durante la oscuridad de la noche lo guio hasta el campamento donde residía Azurduy.
El 2 de agosto de 1814, comenzó la acción entre el ejército realista, que contaba con varias armas de fuego, y los altoperuanos armados de hurracas, lanzas y flechas y algunas armas de fuego que habían logrado apropiarse en las anteriores contiendas con los realistas. La batalla se desarrolló durante tres días y una de las bajas sufridas fue Hualparrimachi, cuando fue sorprendido en la operación nocturna por los soldados realistas: regresaba al campamento con un grupo de soldados al escuchar las primeras detonaciones de armas de fuego, cuando un artillero realista observó su presencia abrió fuego, pero la munición dio en el pecho de Hualparrimachi, quien cayó muerto de inmediato con su pecho destrozado. En este enfrentamiento se perdió un importante número en la fuerza de los Padilla, y cuando los realistas se enteraron de los resultados de esta contienda decidieron asestar los golpes finales para terminar con los movimientos guerrilleros.
El 3 de marzo de 1816 cerca de El Villar, Juana Azurduy al frente de treinta jinetes, entre ellos varias mujeres, atacó a las fuerzas del general español La Hera, les quitó el estandarte y recuperó algunos fusiles. Y cinco días después, Azurduy atacó el cerro de Potosí.
Debido a estos logros militares recibió el rango de teniente coronel por un decreto firmado por Juan Martín de Pueyrredón, director supremo de las Provincias Unidas del Río de la Plata, el 13 de agosto de 1816. Tras ello, el general Belgrano le hizo entrega de su sable, el que había utilizado en el Éxodo Jujeño. Además el decreto de Pueyrredón la puso al frente de una división llamada «Decididos del Perú» y le otorgaba el derecho a usar el uniforme militar.

### Amedrentamiento a Carvallo
Una persona de apellido Carvallo abusaba de los pobladores locales cumpliendo órdenes de Manuel Sánchez de Velazco, subdelegado del cantón de Tapala. Ejecutaba confiscaciones de propiedades y los bienes económicos cuando los ciudadanos no podían pagar los impuestos, lo que provocaba que fallecieran por inanición. Y además llegaron a oídos de Padilla casos de asesinatos cometidos por esta persona para aterrorizar a los habitantes. Ante estas evidencias los esposos Padilla planificaron una acción de represalia contra esta persona. Para esta operación estaban disponibles Huallparrimachi y José Ignacio Zárate, un caudillo originario de la región del Porco que se unió a los esposos Padilla después de la derrota de la batalla de Ayohúma.
Durante la noche del 18 de febrero de 1814 el grupo se dividió en dos; Padilla y Zárate penetraron en la alcoba de Sánchez de Velazco y lo tomaron prisionero, mientras que los restantes aprovecharon la fama de violento que tenía Zárate, y mientras recorrían la aldea gritaban: «¡Aquí está Zárate, huyamos, huyamos!», provocando que los pobladores corrieran buscando refugio. Ante el éxito logrado con la operación liberaron a Sánchez de Velazco y regresaron al refugio con algunas riquezas de las que lograron apropiarse en el lugar.
Pero cerca de allí, fuera del campamento, estaba Carvallo, quien era además militar, que logró armar una tropa y salir en búsqueda de los guerrilleros. Estos estaban con sus cuatro hijos; por lo tanto se dividieron: Azurduy y Huallparrimachi se encargaron de poner a salvo a los menores mientras que Padilla y Zárate quedaron frente a los hombres de Carvallo, y a pesar de los intentos por defenderse fueron heridos, capturados y estaqueados en el lugar. Y además comenzaron a torturarlos como preparativo para la posterior ejecución. Para evitar esto último, Azurduy y Huallparrimachi dejaron a los niños en un hogar de pobladores originarios leales y comenzaron a planear el rescate. Y dos factores jugaron a favor de los prisioneros: el hecho de haberle perdonado la vida a Sánchez de Velasco hizo que este exigiera que antes de la ejecución un sacerdote les diera la extremaunción, y el segundo fue que no sabían que el segundo prisionero era el famoso Zárate. Y de pronto, de lejos se escuchan gritos diciendo que Zárate había regresado, haciendo que los realistas, que en ese momento estaban en estado de ebriedad jugando con armas blancas a hacerles cortes a los prisioneros, dejaran lo que estaban haciendo y se dirigieran a preparar la defensa del lugar. Los que dieron la falsa alarma eran Azurduy y Huallparrimachi mientras disparaban al aire y golpeaban ramas de cola. Y ante la confusión generada los prisioneros lograron escapar a toda velocidad.
Esta operación exitosa, el intento fallido de Belgrano por hacer explotar la Casa de la Moneda en Potosí, edificio emblemático del pueblo, y además que el tesoro del que los hombres de Belgrano se apropiaron en ese lugar se estaba usando para financiar otro ejército auxiliar para el sur, hizo que más gente se uniera a las tropas de Padilla.

### Muerte de Padilla
Los esposos Padilla y su ejército triunfaron en Tinteros, pero sufrieron muchas bajas, pero aún sus enemigos estaban organizando ofensivas contra ellos, un espía les aviso que dos mil hombres al mando de Miguel Tacón salieron de Chuquisaca y otros setecientos hombres al mando de Francisco Javier de Aguilera lo hacían desde Vallegrande en una acción coordinada para lograr atacarlos desde dos flancos.
Con esta información, Padilla intentó una operación de defensa y ordenó a un grupo de montoneros ir al encuentro de los atacantes para intentar detenerlos, pero ante la evidencia de que desde el Virreinato del Río de la Plata no llegarían más refuerzos y la gran duración de la guerra provocó que varios de los guerreros desertaran y/o se cambiaran de bando como hizo Manuel Ovando, quien le enseñó al coronel Aguilera el camino para llegar a La Laguna.
Los especialistas que investigaron la batalla de La Laguna, que tuvo lugar el 13 de septiembre de 1816, concluyeron que la estrategia de Padilla fue incorrecta porque a pesar de que era un terreno abierto, mandó a las tropas de infantería por el centro para enfrentar a sus rivales y la caballería comandada por Cueto se debía ocupar de la retaguardia de los enemigos. Y en la retaguardia realista estaba Aguilera, quien con sus tropas contuvieron el ataque de los hombres de Padilla a lo largo de varias horas de una batalla cuerpo a cuerpo, y finalmente estos últimos tuvieron que retirarse desordenadamente.
Y al día siguiente, el 14 de septiembre, Padilla ingresó al Villar con el remanente de las fuerzas y establecieron campamento en el santuario, y a ese lugar arribaban el resto de los guerreros. En ese lugar estaba Azurduy quien se quedó como reserva con algunos hombres en custodia de las armas y los caudales. Pero no sabían que Aguilera los estaba siguiendo sigilosamente, y en forma sorpresiva asaltó el campamento con un escuadrón de caballería matando a los que no lograban escapar.
Azurduy se puso al frente de la defensa y fue herida con dos proyectiles, uno en su pierna y otro en su pecho. Y a pesar de las heridas de consideración continuó luchando para no desmoralizar al resto de los guerreros conteniendo los gestos de dolor. Y en ese mismo lugar Aguilera le cortó la cabeza a Padilla. A continuación tomó la cabeza de Padilla con sus manos manchadas de sangre y se las exhibió a sus soldados en señal de triunfo, y estos gritaban victoriosos. Al lado de Padilla había una amazona y Aguilera pensando que era Azurduy la decapitó con el mismo sable que había usado anteriormente. Las dos cabezas fueron colocadas en una pica que fueron posteriormente colocadas en la plaza de El Villar.
Manuel Ovando declaró ante el doctor Adolfo Tufiño en 1882 que fue el quien asesinó a Padilla cuando estaba siguiendo a Aguilera, y el caballo de este no pudo continuar su marcha por la fatiga. Entonces él continuó tras Padilla, quien se dio vuelta apuntándolo con su pistola pero sin poder disparar porque no estaba cargada, entonces Ovando dice que le pegó dos tiros con su pistola provocando que Padilla caiga al piso ensangrentado, y entonces con su puñal procedió a cortarle la cabeza, pese a los intentos del padre Polanco por impedirlo. Y posteriormente le presentó al coronel Aguilera la cabeza, y fue colocada en la punta de la pica en la plaza.
Azurduy logró escapar del campo de batalla a caballo, y desangrándose a causa de las heridas profundas que le habían provocado los proyectiles que habían impactado en su cuerpo, en el camino le informaron de su nueva condición de viudez, al enterarse de la novedad y estar convencida de la veracidad de lo sucedido intentó regresar para morir con su esposo en ese lugar pero sus seguidores la hicieron desistir del intento y continuó el viaje hacia el Valle de Segura, y además asumió el mando de las tropas teniendo el principal objetivo de salvar el tesoro que estaba valuado en aproximadamente 60 000 duros, y también poner a salvo a su hija Luisa y una caja de madera con documentación, entre la que se encontraba el nombramiento como teniente coronela del ejército argentino.

### Reorganización de las tropas

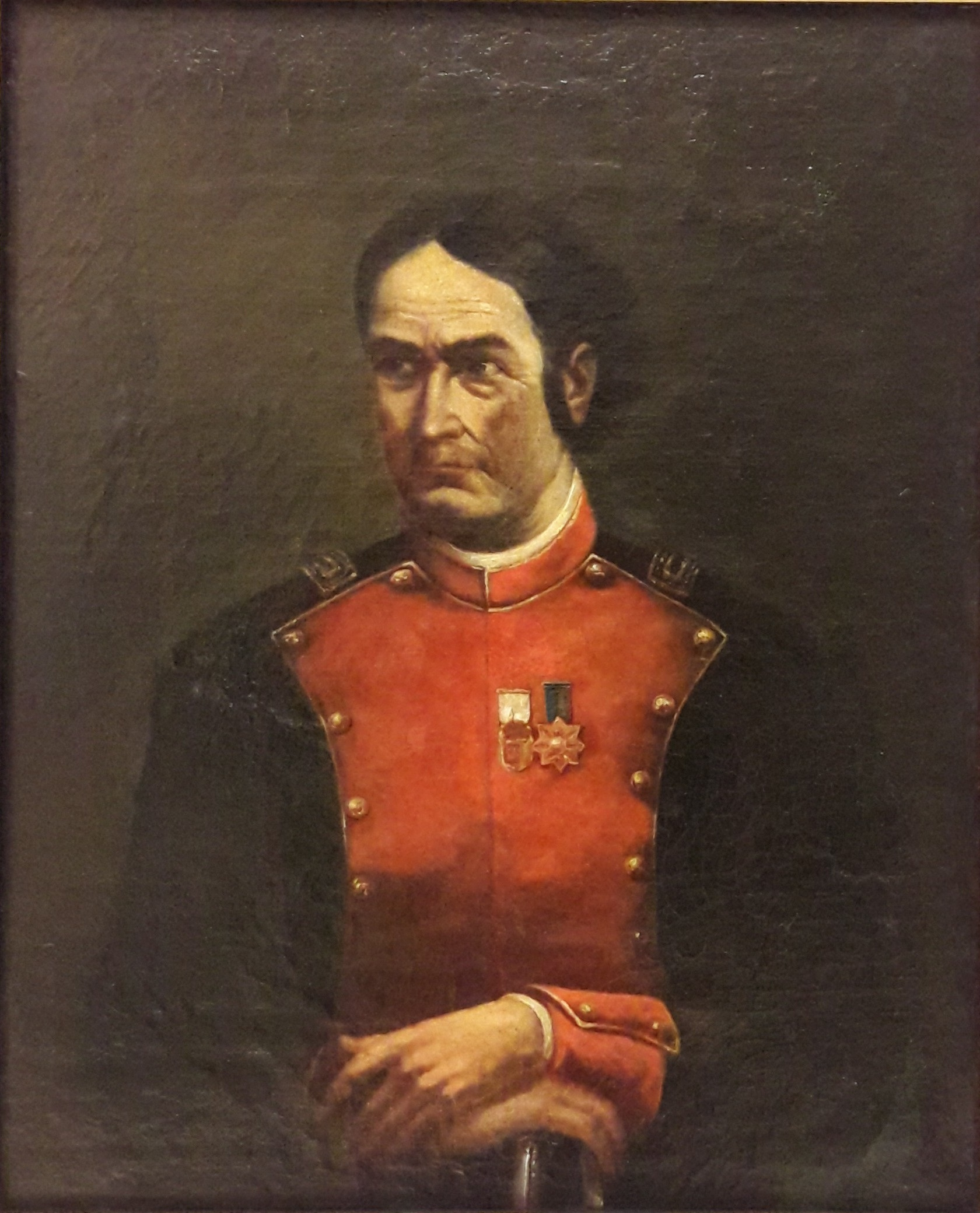
Óleo sobre tela de Juana Azurduy.

La noticia del fallecimiento de Padilla se fue expandiendo hacia todos los caudillos quienes decidieron formar un consejo para nombrar al nuevo comandante. Azurduy fue la presidenta de dicho consejo, y la elección para elegir al nuevo jefe fue difícil, Jacinto Cueto, Fernández, Severo Bedoya fueron los candidatos a tomar el mando pero estos no aceptaban esa posición cuando la elección parecía definirse hacia uno de ellos. Fue entonces cuando decidieron delegar la tarea de elegir al nuevo mando de las tropas en Azurduy. Y finalmente ella eligió a Cueto ponderando su desempeño en la batalla de La Laguna. Y Esteban Fernández fue elegido como el subjefe. La primera misión que recayó en los nuevos mandos fue informarle a Belgrano de la novedad, tarea que cumplió rápidamente.
Pero no todos quedaron conformes con el nombramiento, entre ellos Apolinar Zárate que se quedó en Tarabuco a pesar de ser llamado a una reunión en Molleni, y además se descubrió que le faltaban veinticinco hombres y el mismo número de fusiles, y posteriormente el subjefe Fernández y Ravelo también se sublevaron y constituyeron su propio batallón. Esta sublevación no solo estaba inspirada en la ausencia de quien fue un líder inobjetable sino también en la codicia por el tesoro que Azurduy poseía, fondos que servían para comprar la suficiente cantidad de armas para continuar las acciones bélicas con buena ventaja.
Para intentar contener a los insubordinados, la ahora teniente coronel Azurduy requirió la ayuda de Martín Miguel de Güemes, que ya era conocido en toda Latinoamérica por sus acciones de guerra en Salta y Jujuy. El mensajero fue fray José Indalecio de Salazar, quien debía solicitarle que nombrase un reemplazante para el fallecido Padilla. Güemes nombró al teniente coronel José Antonio Asebey pero nunca pudo hacer efectivo su nuevo cargo porque los jefes se negaron a aceptarlo por algunos cuestionamientos hacia su persona.

### Recuperación del cuerpo de Padilla
Azurduy tenía el objetivo de recuperar los restos de su marido, cuya cabeza seguía expuesta en la plaza de La Laguna. Para esta empresa le encomendó a Caipé, un lanzaflechas tacafucus que debía recorrer la zona reclutando voluntarios entre la población de la zona para conformar un batallón. Cien pobladores originarios se unieron a la misión, sumados a cien amazonas. Esta partida aún le resultaba insuficiente a Azurduy y le solicita a Esteban Fernández y a Agustín Ravelo que se unan. En el viaje a La Laguna se unieron guerreros pertenecientes a las poblaciones originarias que buscaban venganza.
Al arribar a La Laguna, los guerreros iniciaron la batalla cayéndoles encima a los hombres liderados por el coronel Francisco Baruri provocando una matanza, considerada la más cruel de las guerras independentistas de América, todo realista que se cruzaba en el camino fue muerto, las calles quedaban manchadas de sangre al paso de los guerreros. Más tarde se apoderaron de la cabeza de Padilla, que ya estaba en proceso de descomposición, llenas de gusanos y consumida por los cuervos; la trasladaron hacia la iglesia del lugar y la depositaron sobre el altar, allí oficiaron una ceremonia religiosa con los honores correspondientes a un coronel del Ejército Argentino.

### Relación con Güemes
Para solventar la pérdida de su esposo, Juana Azurduy buscó otro hombre que le pueda brindar el apoyo que necesitaba. Recordó que Arenales le había nombrado a un hombre que su fallecido esposo también respetaba: Martín Miguel de Güemes. Provenía también de una familia de buen pasar económico y también compartía los ideales de paz y justicia. Y en su búsqueda se dirigió Azurduy, y fue recibida con respeto e incluida en el ejército de Güemes con tareas ejecutivas y de responsabilidad.
Es posible que entre Güemes y Azurduy se haya producido una relación amorosa, ya que ella aún conservaba sus dotes femeninas a pesar de las guerras y a Güemes le interesaban las mujeres. Y además compartieron mucho tiempo juntos.
Pero esta relación con Güemes también terminó en forma trágica con la muerte en combate del general salteño, hecho que marcó el fin de la carrera militar de Azurduy y el principio de las penurias económicas que padeció hasta el fin de sus días. Le solicitó ayuda a las autoridades de la provincia de Salta para regresar a su ciudad natal Chuquisaca pero la respuesta fue la asignación de cuatro mulas y cincuenta pesos para los gastos de su viaje, y finalmente después de siete años de permanencia en la capital salteña emprendió el regreso a su ciudad natal.

### Últimos años y muerte
Juana Azurduy arribó a su ciudad natal, Chuquisaca, en compañía de su hija Luisa, que tenía once años de edad por entonces, y ningún vecino de esa ciudad fue a recibirla. Lo primero que hizo en la localidad fue intentar recuperar las propiedades que había dejado para emprender su acción militar, pero algunas habían sido confiscadas por el gobierno y otras estaban a nombre de su hermana Rosalía, que se dedicaba a atender su hogar y criar sus hijos. Azurduy intentó recuperar la posesión de sus bienes pero el gobierno solamente le reconoció una sola: la hacienda de Cullco. Posteriormente y debido a las necesidades económicas que sufría la debió vender muy por debajo del valor que hubiese correspondido.
Nadie le reconoció su trayectoria en las guerras independentistas porque los sobrevivientes eran personas que no tuvieron buen comportamiento durante la guerra. La mayoría de los caudillos ya habían fallecido. Y además los que ahora habitaban la región les resultaba más difícil desenvolverse en la política que en el campo de batalla, además en los cargos más altos del gobierno estaba el mariscal Santa Cruz, quien combatió para los realistas al comienzo de la guerra y tuvo a su cargo la represión del levantamiento de La Paz, en 1809.
Además por entonces recién se estaba empezando a organizar la república de Bolivia, y se estaban desarrollando luchas internas que impidieron que tuvieran ocasión de recordar a quienes luchaban por la independencia de ese país. A pesar de todo hubo personas que si se acordaron de ella, en una oportunidad se presentaron de sorpresa en su vivienda Simón Bolívar acompañado de Sucre, el caudillo Lanza y otras personas para homenajearla y reconocer su trayectoria. El general Bolívar elogió delante de los demás diciendo:

«Este país no debería llamarse Bolivia en mi homenaje, sino Padilla o Azurduy, porque son ellos los que lo hicieron libre».

y le otorgó una pensión de sesenta pesos que posteriormente Sucre la aumentó a cien pesos por pedido por nota de Azurduy: 

«A las muy honorables juntas Provinciales: Doña Juana Azurduy, coronada con el grado de Teniente Coronel por el Supremo Poder Ejecutivo Nacional, emigrada de las provincias de Charcas, me presento y digo: Que para concitar la compasión de V. H. y llamar vuestra atención sobre mi deplorable y lastimera suerte, juzgo inútil recorrer mi historia en el curso de la Revolución. (...) Sólo el sagrado amor a la patria me ha hecho soportable la pérdida de un marido sobre cuya tumba había jurado vengar su muerte y seguir su ejemplo; más el cielo que señala ya el término de los tiranos, mediante la invencible espada de V.E. quiso regresase a mi casa donde he encontrado disipados mis intereses y agotados todos los medios que pudieran proporcionar mi subsistencia; en fin rodeada de una numerosa familia y de una tierna hija que no tiene más patrimonio que mis lágrimas; ellas son las que ahora me revisten de una gran confianza para presentar a V.E. la funesta lámina de mis desgracias, para que teniéndolas en consideración se digne ordenar el goce de la viudedad de mi finado marido el sueldo que por mi propia graduación puede corresponderme».

 Le pagaron esa pensión, que no era un alto valor económico, por el término de dos años. Se la dejaron de pagar cuando sobrevino la anarquía en Bolivia al ser herido Sucre en el cuartel de San Francisco y el presidente Pedro Blanco asesinado en la Recoleta. Dicho presidente Blanco había sido comandante de las tropas realistas y luchado contra los esposos Padilla. Finalmente la pensión que le habían otorgado fue derogada en 1857 bajo el gobierno de José María Linares. Tampoco Azurduy recibió ayuda de Buenos Aires, porque al perder el territorio altoperuano consideraba, o eso parecía, extranjero a todos los nativos y residentes en esta zona incluyendo a Azurduy a pesar de sus luchas independentistas que benefició a ese distrito.
En Charcas conoció a otra mujer de la independencia americana, Manuela Sáenz, también con el grado de coronela, quien le escribió:

El Libertador Bolívar me ha comentado la honda emoción que vivió al compartir con el General Sucre, Lanza y el Estado Mayor del Ejército Colombiano, la visita que realizaron para reconocerle sus sacrificios por la libertad y la independencia.
El sentimiento que recogí del Libertador, y el ascenso a Coronel que le ha conferido, el primero que firma en la patria de su nombre, se vieron acompañados de comentarios del valor y la abnegación que identificaron a su persona durante los años más difíciles de la lucha por la independencia. No estuvo ausente la memoria de su esposo, el Coronel Manuel Asencio Padilla, y de los recuerdos que la gente tiene del Caudillo y la Amazona.
Manuela Sáenz, 8 de diciembre de 1825

El mariscal Sucre presidente de Bolivia le aumentó su pensión, que apenas le alcanzaba para comer, pero dejó de percibirla en 1830 debido a los vaivenes políticos bolivianos. En una carta escrita en ese año, cuando vagaba por las selvas del Chaco argentino:
Vivió con su hija Luisa hasta que ella se casó con Pedro Poveda Zuleta y se radicaron lejos de Chuquisaca, lo que dejó a Azurduy completamente sola. Llevó a vivir con ella a Indalecio Sandi, un niño discapacitado hijo de un pariente lejano. La actitud de albergar a un necesitado a pesar de las necesidades propias mostró el gusto de ella por ayudar a los desamparados.
Con el avance de la edad habitaba sola en una casa del barrio de Coripata, y quienes la conocieron en esta situación como el historiador Gabriel René Moreno y sus amigos la relacionaron con esa Juana Azurduy de las que se contaban historias. Además los niños trataban de que les contara las historias de sus luchas independentistas pero no lograban, pasaba largas horas en silencio, recordando a sus seres queridos y en compañía a su lado de una pequeña caja con todas sus pertenencias: El nombramiento al grado de teniente coronela que le hizo Belgrano y otras condecoraciones.
El fallecimiento de Azurduy sobrevino el 25 de mayo de 1862 en una alcoba de la avenida España 218. Fue en el patio interior en lo que podía ser un tambo antiguo donde los viajantes pagaban una pieza para pernoctar. Se trataba de una pieza chiquita con una pequeña ventana al oriente y la puerta al norte, que se alcanzaba por medio de una escalerilla de abobe. Las paredes estaban blanqueadas y en el techo se podían observar las vigas y las cañas trenzadas, que servían de nido a las vinchucas. Azurduy estaba recostada en una cama sencilla, conformada por márfagas que los nativos llamaban «ppullus». En esa misma habitación estaba el catre de Sandi, en la alcoba había una vajilla de barro, en las paredes colgaban algunas imágenes, y además estaba el baúl con los documentos de Azurduy.
Cuando se produjo el fallecimiento de Azurduy, el niño Sandi se presentó ante las autoridades militares para informar de la novedad y solicitar los funerales que le correspondían por su grado militar, pero fue atendido por el mayor Joaquín Taborga que le respondió que no se haría nada porque estaban todos festejando la fecha patria. Los restos de Azurduy fueron depositados en cementerio local en fosa común con la única compañía, probablemente, de un sacerdote que pronunció una oración. Esa ceremonia fúnebre tuvo el costo simbólico de un peso.
Cien años más tarde, el ya anciano Indalecio Sandi valiéndose de sus recuerdos señaló el lugar donde probablemente estaban los restos de Azurduy a las autoridades cuando decidieron hacer el postergado homenaje por las acciones independentistas de la fallecida. Su restos fueron depositados en un mausoleo que se construyó en su homenaje en la ciudad de Sucre.

## Homenajes

### EnBolivia

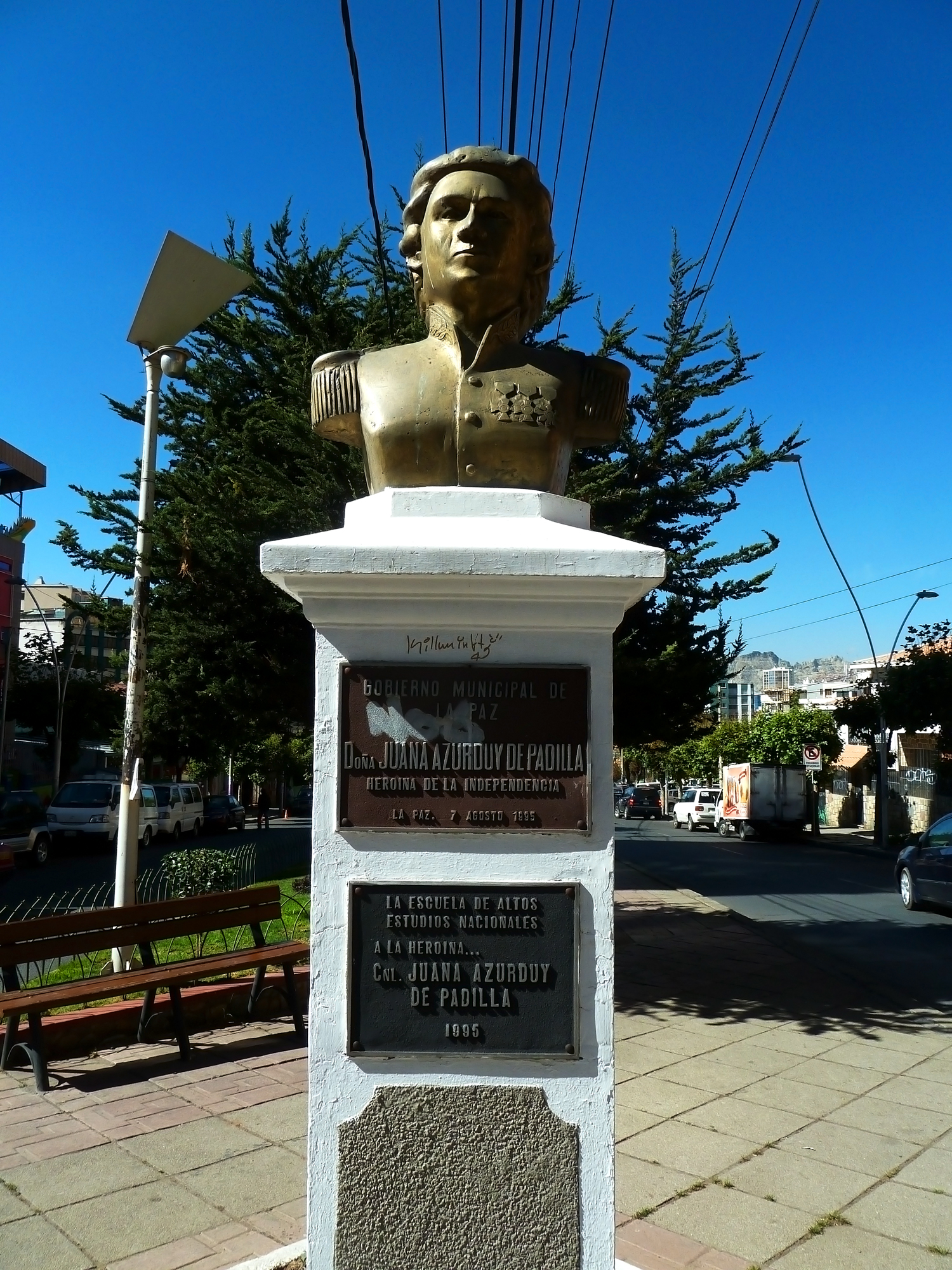
Monumento a Juana Azurduy en 2013.

En Bolivia, la provincia de Azurduy lleva su nombre, así como el antiguo aeropuerto de la ciudad de Sucre y a partir de 2014 la Orquesta Infanto Juvenil Nacional fue nombrada Juana Azurduy.
El 25 de mayo de 2009 el presidente Evo Morales instituyó el Bono Juana Azurduy de Padilla de Bs. 1820 (unos 260 dólares), una asistencia económica que reciben las mujeres en estado de gestación y los niños y niñas menores de dos años, en el intento de disminuir los altos índices de desnutrición y mortalidad infantil y materna.
Bolivia le otorgó altos grados militares póstumos: en noviembre de 2009, el Senado la ascendió póstumamente al grado de mariscal de la República, declarándola «Libertadora de Bolivia», sobre la base de las acciones de patriotismo demostradas en bien de la independencia del país. Además, Juana Azurduy de Padilla fue la primera mujer boliviana ascendida al máximo grado militar en la categoría de oficiales. El 6 de agosto de 2011, la Asamblea Plurinacional en la Casa de la Libertad, Sucre, le otorgó el grado póstumo de «Mariscala del Estado Plurinacional de Bolivia» en conmemoración de los 186 años de la emancipación libertaria y el presidente Evo Morales posesionó los grados y el sable de mariscala del Estado Plurinacional, al pie de sus restos en testimonio de gratitud por su heroica participación en la lucha de la independencia en la guerra contra el imperio español.
En la literatura boliviana, Juana Azurduy de Padilla, ha sido fuente de inspiración por parte de las primeras escritoras del país. Así Lindaura Anzoátegui Campero de Campero, primera dama de Bolivia, rescató su figura en las novelas históricas Manuel Ascensio Padilla y El Año de 1815.

### En Argentina
En la cultura popular argentina se la recuerda de varias formas, una cueca norteña escrita por el historiador Félix Luna y musicalizada por Ariel Ramírez honra el accionar de Juana Azurduy, llamándola «la flor del Alto Perú». Y su personaje en la película de Leopoldo Torre Nilsson Güemes, la tierra en armas fue protagonizada por Mercedes Sosa.
Varias instituciones llevan su nombre, el Ejército Argentino ha nombrado al Regimiento de Infantería de Monte 28 (RI Mte 28), con sede en Tartagal (provincia de Salta), como Generala Juana Azurduy. También el Centro de Formación Profesional N°401, de la ciudad de Colón, provincia de Buenos Aires, y el Instituto Superior de Formación Docente n.º 109 de San Antonio de Padua, Merlo, provincia de Buenos Aires, llevan su nombre. Por la misma razón se le impuso su nombre al Programa de Fortalecimiento de Derechos y Participación de las Mujeres se llama así en su homenaje
En la provincia de Chaco hay una ruta llamada «Ruta Juana Azurduy» que nace en la ruta n.º 95, pasa por el impenetrable chaqueño y llega hasta el límite con la provincia de Salta, donde la ruta sigue pero con el nombre de ruta n.º 52. Existe también diversas escuelas en su homenaje, entre ellas una en Moreno, provincia de Buenos Aires, otra en Nueva Pompeya, y otra en General Pico, provincia de La Pampa, entre otras localidades.
Se realizaron varios reconocimientos a la figura de Azurduy durante la presidencia de Cristina Fernández de Kirchner: su imagen decora el «Salón Mujeres Argentinas» de la Casa Rosada, sede del gobierno argentino. Cuando el presidente de Venezuela Hugo Chávez visitó en 2009 la Casa de Gobierno saludó militarmente su imagen y la presidenta argentina Cristina Fernández le comentó:

Hacés muy bien en hacerle la venia. Perdió cinco de sus seis hijos en la guerra por la Independencia.

Una ley de 2007 declaró al 12 de julio, fecha de su nacimiento, el "Día de las Heroínas y Mártires de la Independencia de América". Y posteriormente el 14 de julio de 2009 la presidenta Cristina Fernández ascendió post mortem a Juana Azurduy, del grado de teniente coronel a generala del Ejército Argentino. En marzo de 2010 la misma Fernández personalmente entregó el sable y las insignias de generala del Ejército Argentino ante sus restos, resguardados en la Casa de la Libertad, en Sucre. Junto al presidente boliviano Evo Morales firmaron un tratado que instituyó el día del nacimiento de Juana Azurduy, como el «Día de la Confraternidad Argentina-Boliviana».
La presidenta también dispuso que en el Parque Colón, contiguo a la Casa Rosada de Buenos Aires, se ubique un monumento en honor a la figura de Juana Azurduy de Padilla reemplazando al monumento a Cristóbal Colón. La estatua, del artista Andrés Zerneri, mide 16 metros de alto y 25 toneladas de peso, fue realizada en bronce y donada por el gobierno de Bolivia, se inauguró en junio de 2015. El 15 de julio de 2015 la mandataria argentina aprovechó la visita del presidente boliviano Evo Morales para inaugurar dicho monumento, posteriormente el 16 de septiembre de 2017 este monumento fue trasladado a la plaza del Correo, frente al Centro Cultural Kirchner, en el marco de las tareas para la construcción del Paseo del Bajo.
Otro reconocimiento durante el mandato de Fernández de Kirchner fue la emisión a partir del 20 de junio de 2014 de un billete de $10 con su imagen en el reverso.
El grupo de Heavy Metal argentino Logos incluyó en su álbum Generación mutante de 1995 una versión instrumental de la cueca de Félix Luna.

### En Chile
El grupo de música folclórica chilena Illapu incluyó en su homenaje el tema Juana Azurduy, de los ya citados Félix Luna y Ariel Ramírez, incluido en su álbum El canto de Illapu de 1981.